# Mont Dickerson
Pour les articles homonymes, voir Dickerson.
Le mont Dickerson est une montagne culminant à 4 120 m d'altitude dans le chaînon de la Reine-Alexandra, en Antarctique, dans la terre Victoria. Il est nommé en l'honneur du lieutenant commander Richard G. Dickerson, pilote lors de l'opération Deep Freeze en 1964.